# Per Erland Berg Wendelbo
Per Erland Berg Wendelbo (Oslo, 19 de septiembre de 1927 - Bergen, 25 de septiembre de 1981), fue un botánico noruego. De 1965 a 1981 fue profesor de la Universidad de Gotemburgo. Casado el 13 de octubre de 1951, con la bióloga Ellen Marie Caroline Mathilde Schjølberg.
Entre 1974 a 1976, ayudó a crear y construir el nuevo "Jardín botánico Ariamehr", en Teherán, Irán. Nombrado profesor de la Universidad de Bergen, en 1981, poco antes de su muerte.
Fue autor de numerosos artículos científicos y de divulgación científica sobre flora, plantas de jardín, etc. en Noruega. Conocido internacionalmente como uno de los conocedores más importantes de la vida vegetal en el sudoeste de Asia, y publicado numerosos trabajos sobre la flora, la vegetación y geografía de las plantas de Irán, Irak, Turquía y Afganistán.

## Algunas publicaciones
1. Plants from Tirich Mir. A contribution to the flora of Hindukush, h.oppg. UiO, i Nytt Magasin for Botanikk 1, 1952, s. 1–70
2. Anthropochore Bromus-arter i Norge, i Blyttia 14, 1952, s. 1–14
3. Bidrag til Sogns flora, ibid. 15, 1957, s. 136–143
4. Arter og hybrider av Centaurea underslekt Jacea i Norge, UBÅ Naturvit. rk. 1957 nr. 5, Bergen 1957
5. Studies in Primulaceae, dr.avh., 4 bd., UBÅ. Mat.-naturvit. serie 1961 nr. 3, 11 og 19 og 1963 nr. 19, Bergen 1961–63
6. Iranian plants collected by Per Wendelbo in 1959 (sm.m.fl.), 8 deler, ibid. 1960 nr. 11, 1961 nr. 1–2 og 7, 1962 nr. 1, 1963 nr. 11 og 13, 1964 nr. 14, Bergen 1961–65
7. Studies in the flora of Afghanistan 1 (sm.m. I. C. Hedge), ibid. 1963 nr. 18, Bergen 1964
8. On the genus Eremurus (Liliaceae) in South-West Asia, ibid. 1964 nr. 5, Bergen 1964
9. Primulaceae, i K. H. Rechinger: Flora Iranica nr. 9/31, 1965
10. New taxa and synonyms in Allium and Nectaroscordum of SW. Asia, in Acta Horti Gotoburgensis 28, 1966, s. 15–55
11. Eremurus of South-West Asia (How they grow and how to name them) (sm.m. P. Furse), i The Lily Year Book 1969, s. 1–18
12. Some remarks on endemism in Afghanistan (sm.m. I. C. Hedge), i Israel Journal of Botany 19, 1970, s. 401–417
13. Studies in the Flora of Afghanistan XIII: Various new taxa and records (sm.m. I. C. Hedge), i Notes from the Royal Botanic Garden Edinburgh 31, 1972, s. 331–350
14. Contributions to the Flora of Iraq, XII, i Kew Bulletin 28, 1973, s. 29–35
15. Osmunda regalis funnet i Hardanger (sm.m.fl.), i Blyttia 31, 1973, s. 195–198
16. Sarakhsha-ye Iran. Ariahmehr Botanical garden Handbook, Teheran 1974
17. Iridaceae (sm.m. B. Mathew), i K. H. Rechinger: Flora Iranica nr. 112/16.10, 1975
18. Plants of the Kavir protected region, Iran (sm.m. K. H. Rechinger), i Iranian Journal of Botany 1, 1976, s. 23–56
19. Tulips and Irises of Iran and their relatives, Teheran 1977
20. Patterns of distribution and endemism in Iran (sm.m. I. C. Hedge), i Notes from the Royal Botanic Garden Edinburgh 36, 1978, s. 441–464
21. On anatomy, adaptations to xerophytism and taxonomy of Anabasis inclusive Esfandiaria (Chenopodiaceae) (sm.m. M. H. Bokhari), i Botaniska Notiser 131, 1978, s. 279–292
22. Alrawia, a new genus of Liliaceae-Scilloideae (sm.m. K. Persson), ibid. 132, 1979, s. 201–206

## Eponimia
Géneros
- (Asteraceae) Wendelboa Soest[1]

Especies
- (Alliaceae) Allium wendelboi F.Matin[2]
- (Asteraceae) Centaurea wendelboi Wagenitz[3]
- (Boraginaceae) Lepechiniella wendelboi Riedl[4]
- (Brassicaceae) Noccaea wendelboi (Rech.f.) F.K.Mey.[5]
- (Caryophyllaceae) Silene wendelboi Assadi[6]
- (Chenopodiaceae) Atriplex wendelboi Aellen[7]
- (Colchicaceae) Colchicum wendelboi K.Perss.[8]
- (Cyperaceae) Vignea wendelboi (Nelmes) Soják[9]
- (Dipsacaceae) Pterocephalus wendelboi Rech.f.[10]
- (Hyacinthaceae) Bellevalia wendelboi Maassoumi & Jafari[11]
- (Iridaceae) Iris wendelboi Grey-Wilson & B.Mathew[12]
- (Lamiaceae) Salvia wendelboi Hedge[13]
- (Leguminosae) Astragalus wendelboi I.Deml[14]
- (Leguminosae) Oxytropis wendelboi Vassilcz.[15]
- (Liliaceae) Gagea wendelboi Rech.f.[16]
- (Papaveraceae) Corydalis wendelboi Lidén subsp. congesta Lidén & Zetterl.[17]
- (Plumbaginaceae) Acantholimon wendelboi Rech.f. & Schiman-Czeika[18]
- (Poaceae) Oryzopsis wendelboi Bor[19]
- (Primulaceae) Dionysia wendelboi Podlech[20]
- (Ranunculaceae) Anemone wendelboi R.P.Chaudhary[21]
- (Rosaceae) Amygdalus wendelboi Freitag[22]
- (Rubiaceae) Galium wendelboi Ehrend. & Schönb.-Tem.[23]
- (Saxifragaceae) Saxifraga wendelboi Schönb.-Tem.[24]
- (Scrophulariaceae) Orobanche wendelboi Schiman-Czeika[25]